# Перес, Ашер
Ашер Перес (настоящие имя и фамилия — Аристид Прессман) (ивр. אשר פרס‎);
30 января 1934, Больё-сюр-Дордонь, регион Лимузен, Франции — 1 января 2005, Хайфа, Израиль) — израильский учёный- физик, доктор философии, пионер в области теории квантовой информации, а также связей между квантовой механикой и теорией относительности.

## Биография
В автобиографии учёного написано, что родился он в Больё-сюр-Дордонь во Франции, где его отец, выходец из Польши, нашёл работу инженера-электрика, по прокладке линий электропередач. При рождении Пересу было дано имя Аристид, так как имени Ашер, которое его родители хотели выбрать в честь его дедушки по материнской линии, не было в списке допустимых имён. Когда Перес с родителями эмигрировал на жительство в Израиль, он сменил своё имя на Ашер и фамилию с Прессман на Переса.
Обучался в Технионе — Израильском технологическом институте в Хайфе и Центре ядерных исследований в Сакле, недалеко от Парижа.
В 1959 году Ашер Перес получил степень доктора философии, защитив диссертацию по теории гравитации в Технионе — Израильском технологическом институте под руководством Натана Розена. Бо́льшую часть своей академической карьеры провёл в Технионе, где с 1988 года работал профессором физики.
Был рецензентом журнала «Foundations of Physics».

## Научная деятельность
Ашер Перес — один из пионеров квантовой теории информации, внёсший заметный вклад во многие другие области физики.
Ашер Перес хорошо известен своими исследованиями, связанными с квантовой механикой и теорией квантовой информации, результаты которых были изложены в его популярном учебнике «Квантовая теория: понятия и методы» (1995), в котором изложен концептуальный смысл квантовой теории и объяснения некоторых математических методов, которые она использует.
Автор парадокса Переса. Суть парадокса заключается в том, что на состояния запутанных частиц «влияют» решения из будущего.
Автор показателя Переса.
Знаменит как один из создателей-соавторов критерия Переса-Городецкого для квантовой запутанности, а также концепции квантовой телепортации.
Сотрудничал с другими физиками по разработке теории квантовой информации и специальной теории относительности.

## Избранные публикации
- Quantum theory: concepts and methods. (1995). Springer. p. 373. ISBN 0-7923-3632-1.
- Relativity And Gravitation. ISBN 978-0-677-14300-2.
- Peres, Asher. Unperformed experiments have no results (англ.) // American Journal of Physics : journal. — 1978. — Vol. 46. — P. 745. — doi:10.1119/1.11393.